# Krzyżodziób świerkowy
Krzyżodziób świerkowy (Loxia curvirostra) – gatunek małego ptaka z rodziny łuszczakowatych (Fringillidae).

## Występowanie
Krzyżodziób świerkowy zamieszkuje Eurazję, Amerykę Północną i Środkową oraz Afrykę Północną.

## Systematyka
Wyróżniono 19 podgatunków L. curvirostra:
- L. curvirostra curvirostra – Eurazja od Wysp Brytyjskich po Morze Ochockie. Na południu po Góry Kantabryjskie i Pireneje oraz środkowe Włochy, północne Bałkany oraz południowo-zachodnią Rosję i Syberię. Współwystępuje z L. c. balearica w środkowej i południowej Hiszpanii, z L. c. poliogyba na południu Półwyspu Apenińskiego i na Sycylii, z L. c. guillemardi na południu Bałkanów i w Grecji, z L. c. altaiensis na północnych stokach Ałtaju i w Sajanach, a także na południe od Bajkału, oraz z L. c. japonica na Zabajkalu.

W Polsce gniazduje nieregularnie i nielicznie w górach i na północnym wschodzie (Mazury i Podlasie), szczególnie w borach świerkowych. Na pozostałym obszarze Polski sporadycznie odbywa lęgi. Podczas przelotów pojawia się w całym kraju, również w miastach. Zimuje w Polsce. W latach gdy brakuje szyszek świerkowych, północne populacje krzyżodziobów rozpoczynają koczownicze migracje, przemieszczając się w stadach na znaczne dystanse. Wtedy też przylecieć mogą one do Polski. Co parę lat przybywają liczniej między czerwcem a październikiem. Po jesiennym nalocie kolejnej wiosny od marca do maja trwają powroty krzyżodziobów na północ. Ptaki koczujące można spotkać przez cały rok w różnych typach lasów, w których występują takie gatunki drzew jak: świerk, sosna oraz modrzew. Krzyżodzioby mogą występować w stadach liczących kilkadziesiąt ptaków, natomiast w terenach górskich ich koncentracja może sięgać nawet kilkuset osobników.
- L. curvirostra balearica – Baleary
- L. curvirostra corsicana – Korsyka
- L. curvirostra poliogyna – Afryka Północna
- L. curvirostra guillemardi – Krym, Kaukaz, Azja Mniejsza i Cypr
- L. curvirostra altaiensis – Ałtaj, Tuwa i Mongolia
- L. curvirostra tianschanica – Tienszan, Pamir, Karakorum i Tarbagataj
- L. curvirostra himalyensis – Himalaje oraz Tybet
- L. curvirostra meridionalis – południowy Wietnam
- L. curvirostra japonica – Wyspy Japońskie
- L. curvirostra luzoniensis – Luzon
- L. curvirostra minor – południowo-wschodnia Kanada i północno-wschodnie USA
- L. curvirostra percna – Nowa Fundlandia
- L. curvirostra sitkensis – wybrzeża południowej Alaski do wybrzeży zachodniego USA
- L. curvirostra bendirei – wewnętrzna część południowo-zachodniej Kanady oraz północno-zachodniego USA
- L. curvirostra benti – środkowe Góry Skaliste (zachodnio-środkowe USA)
- L. curvirostra grinnelli – zachodnio-środkowe USA do południowo-zachodniego USA
- L. curvirostra stricklandi – południowo-zachodnie USA do południowego Meksyku
- L. curvirostra mesamericana – Gwatemala i Belize do Nikaragui

Opisano też kilka innych podgatunków, które nie zostały zaakceptowane, np. vividior i reai zostały zsynonimizowane z  L. c. benti. Opisana w 2009 roku populacja z pasm górskich South Hills i Albion w stanie Idaho jest uznawana przez Międzynarodowy Komitet Ornitologiczny (IOC) za oddzielny gatunek o nazwie Loxia sinesciuris (krzyżodziób wyżynny) (nie jest on na razie klasyfikowany osobno przez IUCN).

## Charakterystyka

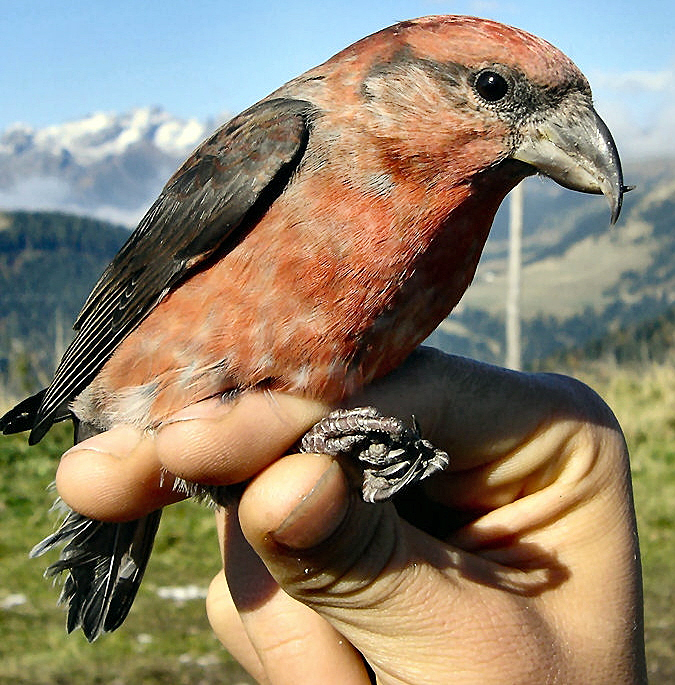
Krzyżodzioby nie należą do ptaków płochliwych

### Cechy gatunku
Ptak o masywnej sylwetce z dużą głową i mocnym dziobem oraz krótkim, rozdwojonym ogonem. Jest znany z tego, że jego dolna i górna część dzioba (szczęk) krzyżuje się wzajemnie na końcu. Obie wystają z zarysu dzioba. Powodem tej adaptacji jest wybieranie nasion z szyszek drzew iglastych, a zwłaszcza świerków. Grubym, dużym dziobem o sierpowatym profilu rozchyla zdrewniałe łuski szyszek i mięsistym językiem wybiera nasiona. Samce ceglastoczerwone, samice rozpoznaje się po szarozielonej lub żółtawej szacie. U obu płci ciemnoszare lub brązowawe skrzydła i ogon. Młode brązowe, kreskowane na spodniej części ciała, na skrzydłach słabo widoczna jasna pręga. Podobne są do samicy. Samce w pierwszym i drugim roku życia mają w większości żółte upierzenie, a pomarańczowe lub czerwone gdy stają się starsze. Czasem jednak niektóre mogą już po pierwszym pierzeniu przybrać czerwone barwy.

Podobny krzyżodziób sosnowy jest większy, ma potężniejszy dziób. Oba gatunki rozróżnia się po kształcie głowy i wysokości dzioba. Większy od wróbla, spokrewniony z gilem i ziębą.

### Zachowanie
Może prowadzić osiadły lub koczowniczy tryb życia. Liczebność krzyżodzioba jest uzależniona na danym terenie od urodzaju szyszek. Nie jest ptakiem płochliwym. Gdy chodzi po cienkich gałązkach, przytrzymuje się dziobem. Potrafi też zwisać grzbietem w dół. Poza okresem lęgowym gromadzi się w stada. W związku z różną obfitością pokarmu w różnych regionach północnej Europy wędruje nieregularnie.

### Wymiary średnie
- Długość ciała ok. 17 cm
- Rozpiętość skrzydeł ok. 28 cm
- Masa ciała ok. 94 g

## Biotop
Gnieździ się najchętniej w naturalnych i wtórnych lasach iglastych, głównie świerkowych, górskich borach świerkowych, nizinnych borach sosnowych lub lasach szpilkowych z domieszką świerków. Pojawiają się też w podmiejskich parkach, jeśli rosną tam drzewa iglaste.

## Okres lęgowy

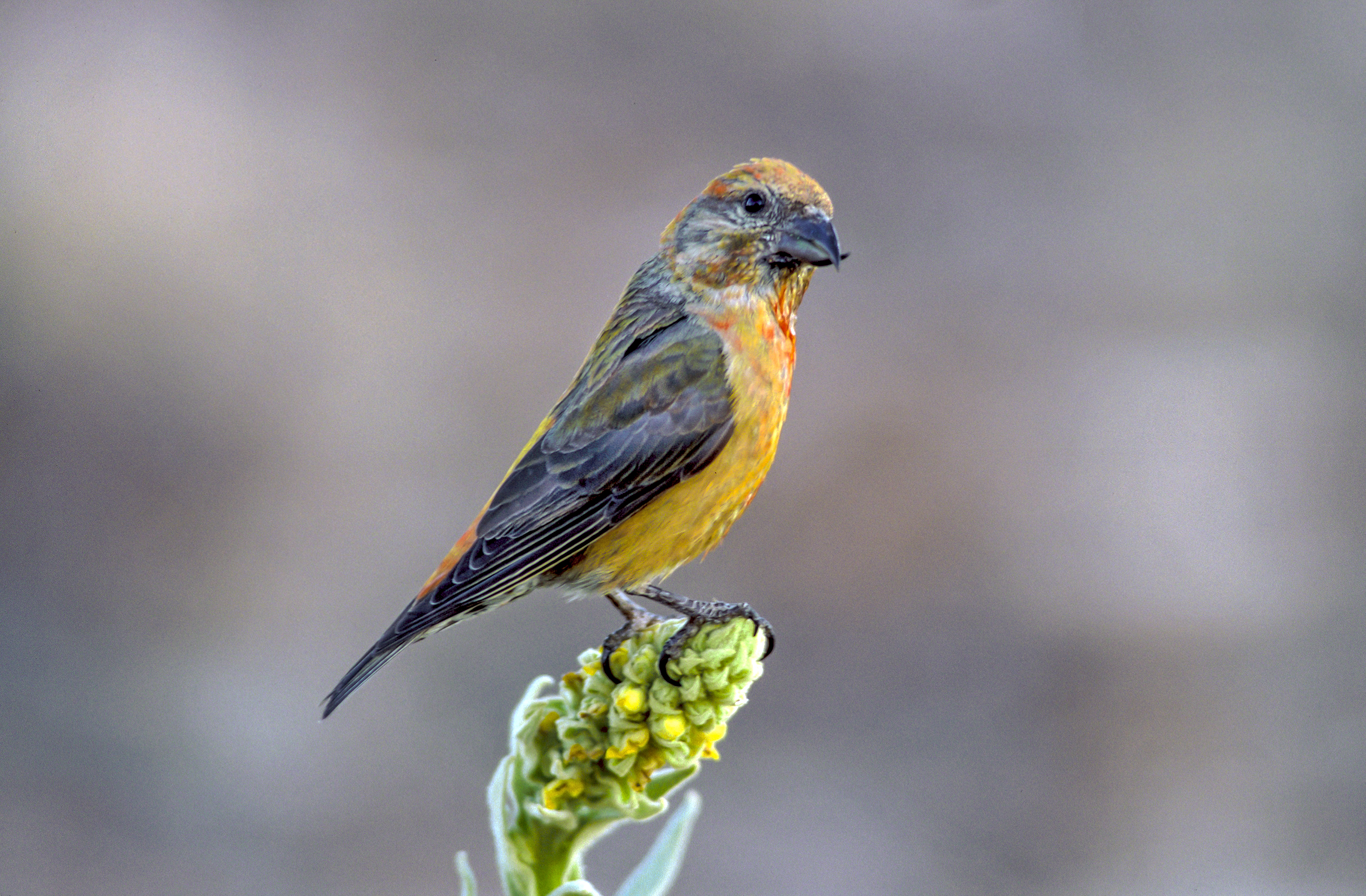
Okres lęgowy krzyżodziobów jest nietypowo długi – nie zależy od dostępności owadów, a nasion świerku

Liczebność lęgów uzależniona jest od urodzaju szyszek, toteż przystępować do nich może nawet zimą, od stycznia. Przy podobnych warunkach latem drugi lęg może przypaść na sierpień, kiedy to inne ptaki w umiarkowanej strefie klimatycznej są już po rozrodzie. W latach, w których rośnie mało szyszek, krzyżodzioby prowadzą koczownicze migracje, przemieszczając się stadnie na dość duże odległości. W ciągu roku może wyprowadzić od 1 do 2 lęgów. Tworzone pary są monogamiczne.

### Gniazdo
Na bocznej gałęzi świerka w koronach, rzadko sosny, na wysokości od 4 do 5 m. Jest masywne, od góry zakryte zwisającymi gałązkami i uwite z gałązek świerkowych, mchu, porostów i płatków kory, a wysłane włosiem, korzonkami, piórami i suchą trawą. Ma kształt koszyczka. Ptak wybiera zwykle drzewa rosnące samotnie lub na skraju lasu.

### Jaja

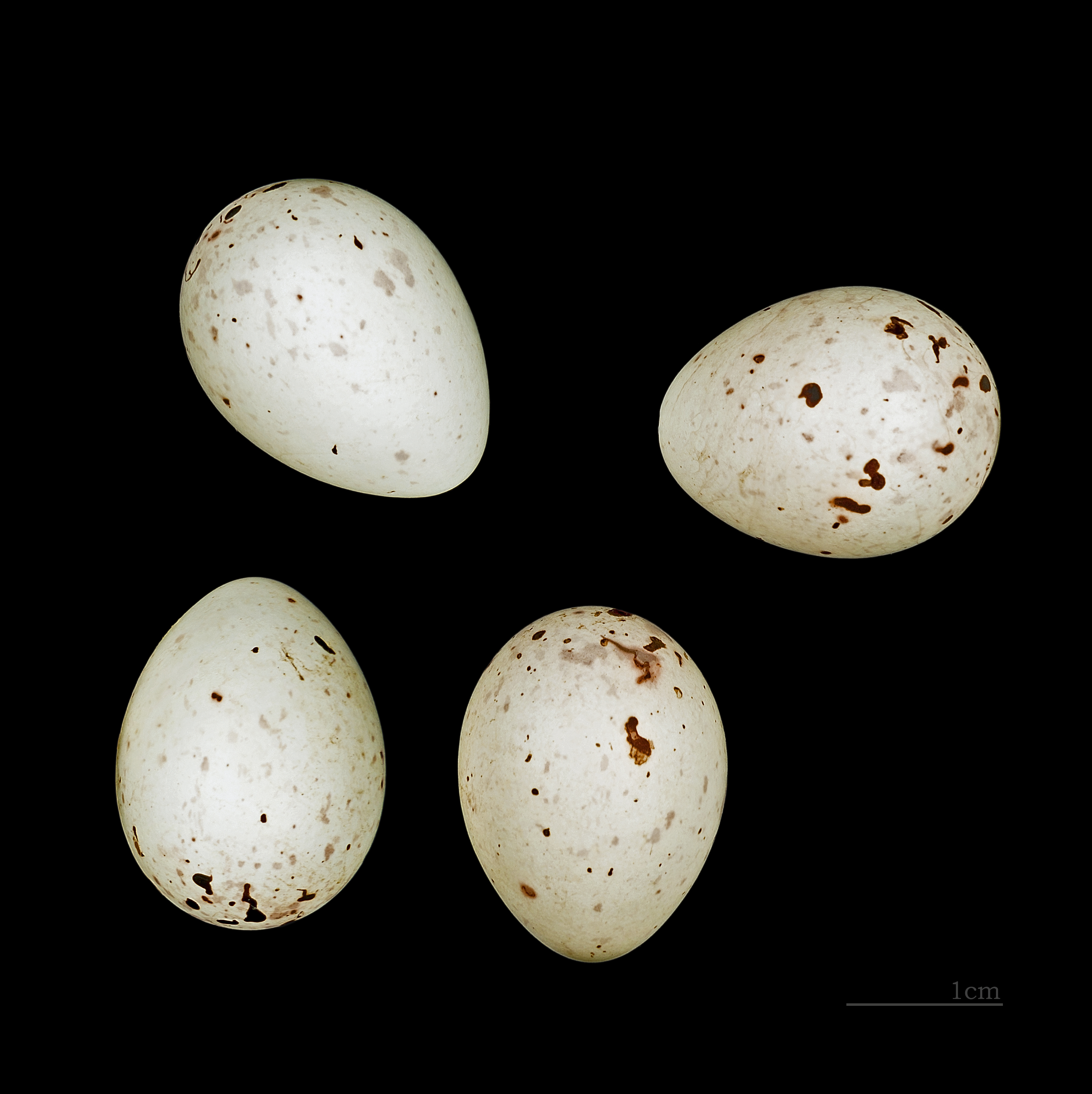
Jaja z kolekcji muzealnej

Samica składa od stycznia do marca 3 albo 4 mało wydłużone jaja o tle brudnobiałym lub szaroniebieskim, drobno fioletowo nakrapiane, o średnich wymiarach 22×16 mm.

### Wysiadywanie i pisklęta
Od złożenia pierwszego jaja trwa 14–16 dni. Samica przez cały czas nie opuszcza gniazda – ani jaj, ani piskląt. Karmi ją w tym czasie samiec. Gdy po 20–25 dniach młode, gniazdowniki, wyprowadzą się z gniazda i usamodzielnią, krzyżodzioby przemieszczają się w inne miejsca. Małe pisklęta mają obie części dzioba równe, a do ich skrzyżowania dochodzi dopiero po wylocie z gniazda.

## Pożywienie

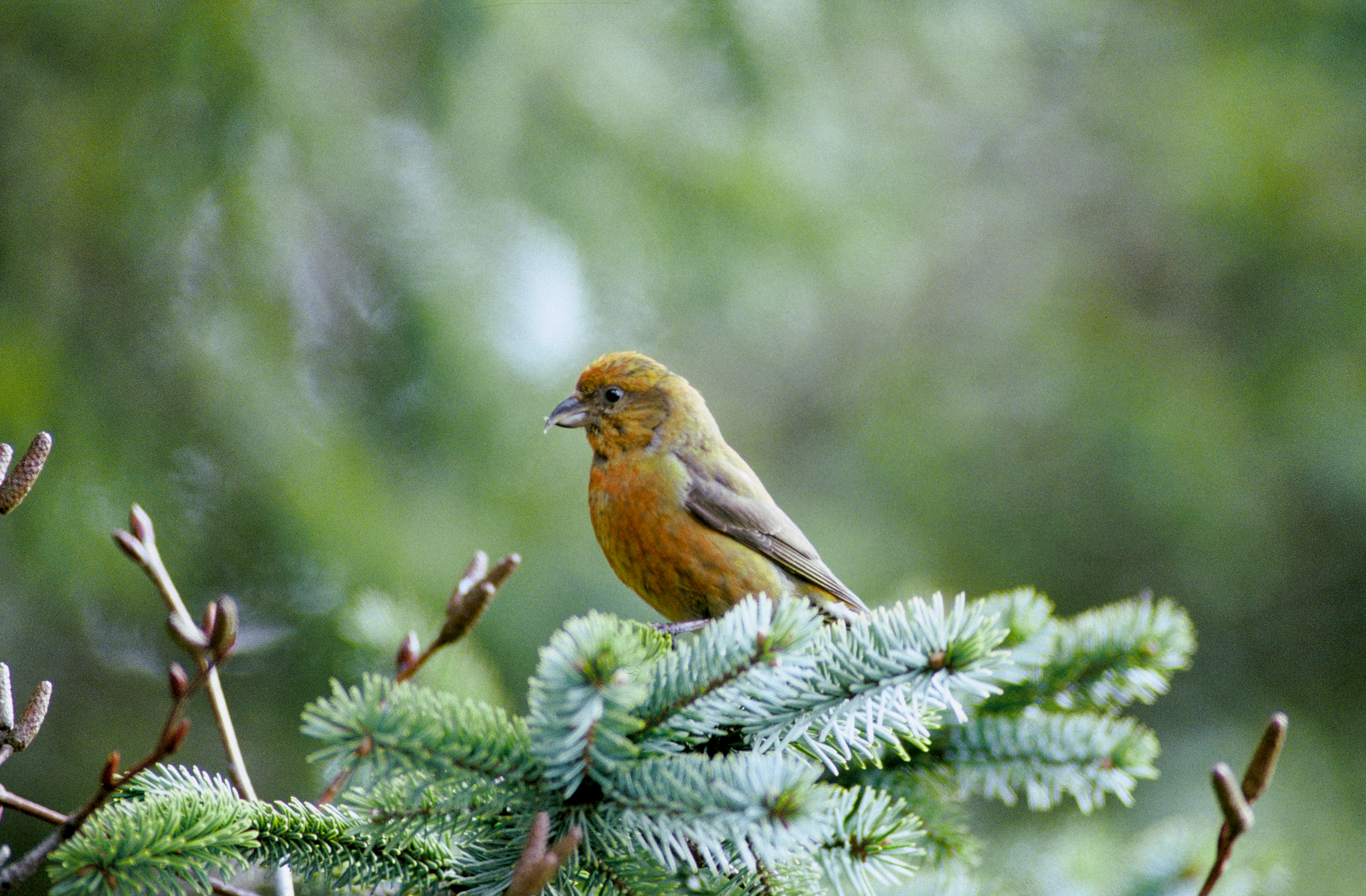
Nasiona świerku są głównym pokarmem tego gatunku krzyżodzioba

Nasiona drzew iglastych, głównie świerka, rzadziej sosny i jodły, to praktycznie jedyny pokarm krzyżodzioba. Znikome uzupełnienie diety stanowią suche nasiona innych drzew i roślin zielnych, wyjątkowo owady. Pisklęta karmione są prawdopodobnie tylko rozmiękczonymi nasionami i dlatego okres lęgowy nie musi przypadać na okres największej obfitości owadów, jak u innych wróblowatych. Nasiona świerka dojrzewają cyklicznie co kilka lat, przez co krzyżodzioby mogą koczować w promieniu nawet kilkuset kilometrów, szukając drzewostanów, gdzie mogą je znaleźć. Czasem zdarza się, że przy źródłach pokarmu zbiera się tyle krzyżodziobów, że ma to charakter inwazji. Te mogą rozpoczynać się już regularnie latem i na początku jesieni.
Żeruje głównie na drzewach. Po szyszkach chodzi wręcz w akrobatyczny sposób – zręcznie przemyka między gałęziami, zwisa z szyszek i wspina się po nich, pomagając sobie przy tym dziobem, a gdy szyszka się oderwie, przytrzymuje ją nogami jak papuga. Może też zlatywać do szyszek leżących na ziemi lub odrywać takie, które dorównują wadze krzyżodzioba. Przenosi je w locie, zanosi je w rozwidlenie gałęzi, kładzie i tam dopiero zaczyna wydobywać nasiona, przytrzymując szyszkę palcami. Gdy szyszka jest duża, obrabia ją bez zrywania.

## Status i ochrona
IUCN uznaje krzyżodzioba świerkowego za gatunek najmniejszej troski (LC – Least Concern) nieprzerwanie od 1988 roku. Liczebność światowej populacji, wstępnie obliczona w oparciu o szacunki organizacji BirdLife International dla Europy z 2015 roku, zawiera się w przedziale 90–180 milionów dorosłych osobników, a trend liczebności uznaje się za stabilny.
Na terenie Polski krzyżodziób świerkowy jest objęty ścisłą ochroną gatunkową. Na Czerwonej liście ptaków Polski został sklasyfikowany jako gatunek najmniejszej troski (LC). Według szacunków Monitoringu Pospolitych Ptaków Lęgowych, w latach 2013–2018 krajowa populacja liczyła 6–16 tysięcy par lęgowych.